# Maria Dizzia
Maria Dizzia (Cranford, 29 de dezembro de 1974) é uma atriz estadunidense.